# 鸡骨常山碱
鸡骨常山碱是一种从Alstonia boonei分离出来的吲哚生物碱，化学式为C20H24N2O3。它可以2-甲基-1,3-二氧戊环-2-乙醛为原料经多步反应制得。